# Karin Herrmann

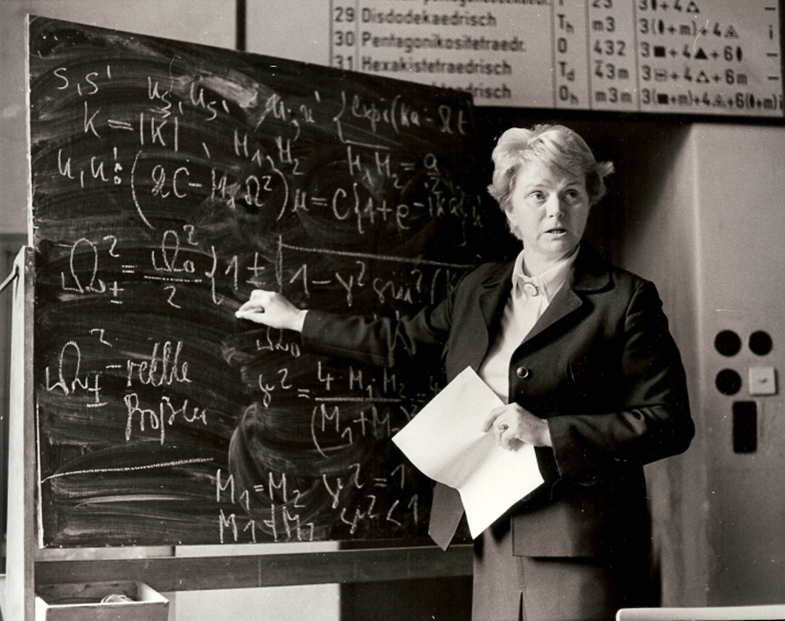
Karin Herrmann, 1984

Karin Herrmann  (* 15. Februar 1936 in Berlin-Schmargendorf; † 14. März 2018 in Berlin) war eine deutsche Physikerin und Hochschullehrerin, die überwiegend auf den Gebieten Festkörperphysik und Halbleitermaterialien tätig war.

## Biografie

### Kindheit und Studium
Karin Herrmann war das Kind von Erna Zwirner, geborene Humanik, einer gelernten Sekretärin. Karin wuchs mit ihrem Bruder, dem späteren Kristallographen Frank Peter Herrmann, und ihrem Cousin, dem späteren Physiker Hans-Jürgen Bachert, in Berlin-Britz bei ihrer Mutter auf, die als Personal-Sekretärin beim Henschelverlag tätig war. Nach der Heirat ihrer Mutter mit dem jüdischen Résistance-Kämpfer, Journalisten, Leiter des Sportverlages und Kommunisten Walter Zwirner lebte Karin in der Familie Zwirner in Berlin-Pankow. Außerdem erlernte sie die französische Sprache und entdeckte ihre Freude zur Literatur.
Karin Herrmann absolvierte ein Gymnasium und studierte von 1954 bis 1960 Physik an der Humboldt-Universität zu Berlin. Ihre Diplomarbeit fertigte sie an der Akademie der Wissenschaften der DDR im Institut für Kristallphysik an. Aufgrund ihrer Leistung wurde sie für die weitere akademische Ausbildung an die Lomonossow-Universität Moskau delegiert. Dieses von 1960 bis 1966 dauernde Zusatzstudium führte wegen ihrer guten Leistungen zur Umwandlung in eine Aspirantur. In Moskau spezialisierte sich Herrmann auf das Gebiet der Halbleiterphysik und promovierte am Lehrstuhl für Kristallphysik bei Alexei Wassiljewitsch Schubnikow mit der Arbeit Optische Parameter von n- und p-Typ Indiumantimonid. Nach ihrem Moskauaufenthalt trat sie 1963 der SED bei.

### Karriere
Nach ihrer Rückkehr in die DDR erhielt Karin Herrmann eine Anstellung im II. Physikalischen Institut der Humboldt-Uni bei Robert Rompe und wurde Mitglied in der SED. An diesem Institut wandte sie sich den elektronischen Eigenschaften des damals international stark beachteten Halbleiters Tellur bei tiefen Temperaturen zu. Im Jahr 1969 erhielt sie dort eine Dozentur und erwarb 1970 die Facultas Docendi. 
Herrman übte parallel auch politische Tätigkeiten aus, so zeitweilig das Amt des Stellvertreters der Sektion für Erziehung und Ausbildung. Ab 1974 gehörte sie der SED-Kreisleitung der Humboldt-Universität an.
Im Jahr 1976 habilitierte sich Karin Herrmann mit einer Promotion B zum Thema Tieftemperatur-Eigenschaften von Tellur unter der Wirkung eines angelegten Magnetfeldes über die Oberflächenleitfähigkeit dieses Halbmetalls. Für diese Arbeit war sie ab 1972 von lehr- und wissenschaftsorganisatorischen Arbeiten freigestellt. Aufgrund der Ergebnisse ihrer Messungen mit der Impedanzspektroskopie interpretierte sie die Oberflächenleitfähigkeit von Tellur in einem schwachen äußeren Magnetfeld als Oberflächen-Supraleitung. Danach wurde Karin Herrmann zur Professorin an der Humboldt-Universität zu Berlin berufen.
Experimentell hatte sie sich in den 1980er Jahren den Bleisalzen zugewandt und ein empfindliches Diodenlaser-Spektrometer entwickelt, das bei tiefen Temperaturen arbeitet. Mit diesem Instrument „direkt aus ihrem Labor heraus“ gelang es in Berlin, die Luftverschmutzung über der Kreuzung Invaliden-/Chausseestraße zu messen. Damit habe sie „schon in den 80er Jahren des 20. Jahrhunderts unabhängig und sehr realistisch die Luftverschmutzung in der Berliner Innenstadt“ bestimmen können, wie ihr Ehemann Rudolf Herrmann 2019 schrieb. Ab 1975 wirkte Herrmann im Wissenschaftlichen Beirat für Physik beim Ministerium für Hoch- und Fachschulwesen mit, ab 1982 als Stellvertretende Vorsitzende.
Mit 55 Jahren ging sie 1991, kurz nach der Wende, in den Vorruhestand. Den gab Herrmann aber anschließend für wissenschaftliche Forschungsmöglichkeiten im japanischen Research Institute of Innovative Technology for the Earth (RITE) in Kyoto noch einmal auf.
Im japanischen Konzern HORIBA arbeitete sie zusammen mit ihrem Ehemann Rudolf Herrmann als wissenschaftliche Mitarbeiterin.

### Privates
Karin Herrmann war mit dem Physiker Rudolf Herrmann verheiratet, sie hatten zusammen zwei Kinder. Sie ist am 14. März 2018 gestorben und wurde im Mai 2018 auf dem Waldfriedhof Müggelheim beigesetzt.

## Veröffentlichungen (Auswahl)
Das Web of Science führt für den Zeitraum 1968 bis 2018 über 50 Publikationen von Karin Herrmann mit einem h-Index von 13 und mehr als 500 Zitierungen auf. Darunter ist der Artikel Detection of carbon-monoxide, carbon-dioxide and sulfur-dioxide with pulsed tunable PbS1-xSex-diode lasers erwähnenswert, den sie 1989 gemeinsam mit vier Koautoren schrieb.
- Karin Herrmann zusammen mit J. W. Tomm, C. Barthel und U. Barthel, veröffentlicht in physica status solidi (pss), November 1984: On the dispersion of the refractive index in active layers of lead-salt injection lasers[8]
- zusammen mit T. D. Aitikeeva, A. I. Lebedev, A. E. Yunovich, A. W. Jalyschko und P. Schäfer; veröffentlicht in pss, 16. September 1981: Spectra of photo- and electroluminescence of bismuth, doped Pb1−xSnxTe[9]
- zusammen mit Peter Rothkirch, Rainer Link, W. Sauer und F. Manglus veröffentlicht in pss: Anisotropy of the Electric Conductivity of Tellurium Single Crystals[10]